# Чайная церемония в Китае
Чайная церемония в Китае (кит. 茶艺, chá yì — «искусство чая») — традиционное искусство заваривания и подачи чая, отражающее философские, эстетические и культурные ценности китайского общества.

## История и происхождение
Чайная церемония зародилась в период династии Тан (618–907 гг.), когда чай начал использоваться не только как напиток, но и как часть духовных практик. В эпоху Сун чай стали взбивать, а не настаивать, как позже при Мин. В эпоху Мин и Цин оформились основные ритуалы, включая гунфу-ча.
Церемония развивалась под влиянием даосизма, буддизма и конфуцианства, акцентируя внимание на простоте, балансе и уважении к природе.

## Типы чайных церемоний
- Гунфу-ча (工夫茶) — традиционная церемония для улунов и пуэров, характерна для Фуцзяни, Гуандуна и Тайваня.
- Церемония с зелёным или белым чаем — менее формальная, подчёркивает свежесть и аромат.
- Монастырская церемония — используется в буддийских храмах, связана с медитацией и ритуальной чистотой.

## Этапы церемонии гунфу-ча
1. Прогрев посуды.
2. Промывание чая (первая заварка сливается).
3. Заваривание (короткие проливы).
4. Разлив по маленьким чашкам.
5. Наслаждение ароматом, вкусом и атмосферой.

## Инструменты
- Исинский чайник или гайвань
- Чахай (чайное море)
- Миниатюрные пиалы
- Ча хэ (сухая подача чая для оценки аромата)

## В культуре
Чайная церемония — не только способ чаепития, но и форма общения, проявление уважения и духовной гармонии. Она занимает важное место в китайской культуре, особенно в южных регионах.